# Hugobert
Hugobert také Chugoberctus či Hociobercthus (6. století - 697) byl senešal, falckrabě a majordomus paláce na dvoře krále Theudericha III. a Childeberta III. Předpokládá se, že jeho otcem byl Hugo z Austrasie, který byl od roku 617 majordomem královského paláce v Austrasii, avšak toto tvrzení není prokázáno.
Oproti tomu se podařilo vyvrátit tvrzení, že Hugobert je totožný s biskupem Hubertem z Lutychu, protože Hugobertova manželka Irmina z Oerenu je v záznamech z Echternachu v roce 698 popisována již jako vdova. Irmina z Oerenu krátce po smrti Hugoberta umožnila založení kláštera v Echternachu. Poslední zmínka o Hugobertovi je v královské listině vydané 14. března 697.

## Manželství a rodina
Hugobert měl s Irminou dcery
- Plektruda (650-718) - první manželka Pipina II. Prostředního a zakladatelka opatství svaté Marie v Kolíně nad Rýnem.[7]
- Adéla z Pfalzelu (cca 660-734) - abatyše v Pfalzelu
- Regnitruda - jejím druhým manželem byl vévoda Theudebert Bavorský
- Irmina (úmrtí cca 704) - provdaná za Charivea, bratra Lamberta, hraběte z Hesbaye.

Další děti genealogy někdy připisované Hugobertovi a Irmině
- Chrodelinda - provdala se za Wida, opata Saint Wandrile
- Bertrada z Prümu (670 - po roce 721) - zakladatelka opatství v Prümu a matka hraběte Heriberta z Laonu, který byl otcem Bertrady z Laonu, matky Karla Velikého.